# Bulbophyllum leptopus
Bulbophyllum leptopus är en orkidéart som beskrevs av Rudolf Schlechter. Bulbophyllum leptopus ingår i släktet Bulbophyllum och familjen orkidéer. Inga underarter finns listade i Catalogue of Life.